# Piantonamento
Il piantonamento è l'attività di guardia e vigilanza effettuata tramite il presidio fisso di un obiettivo.

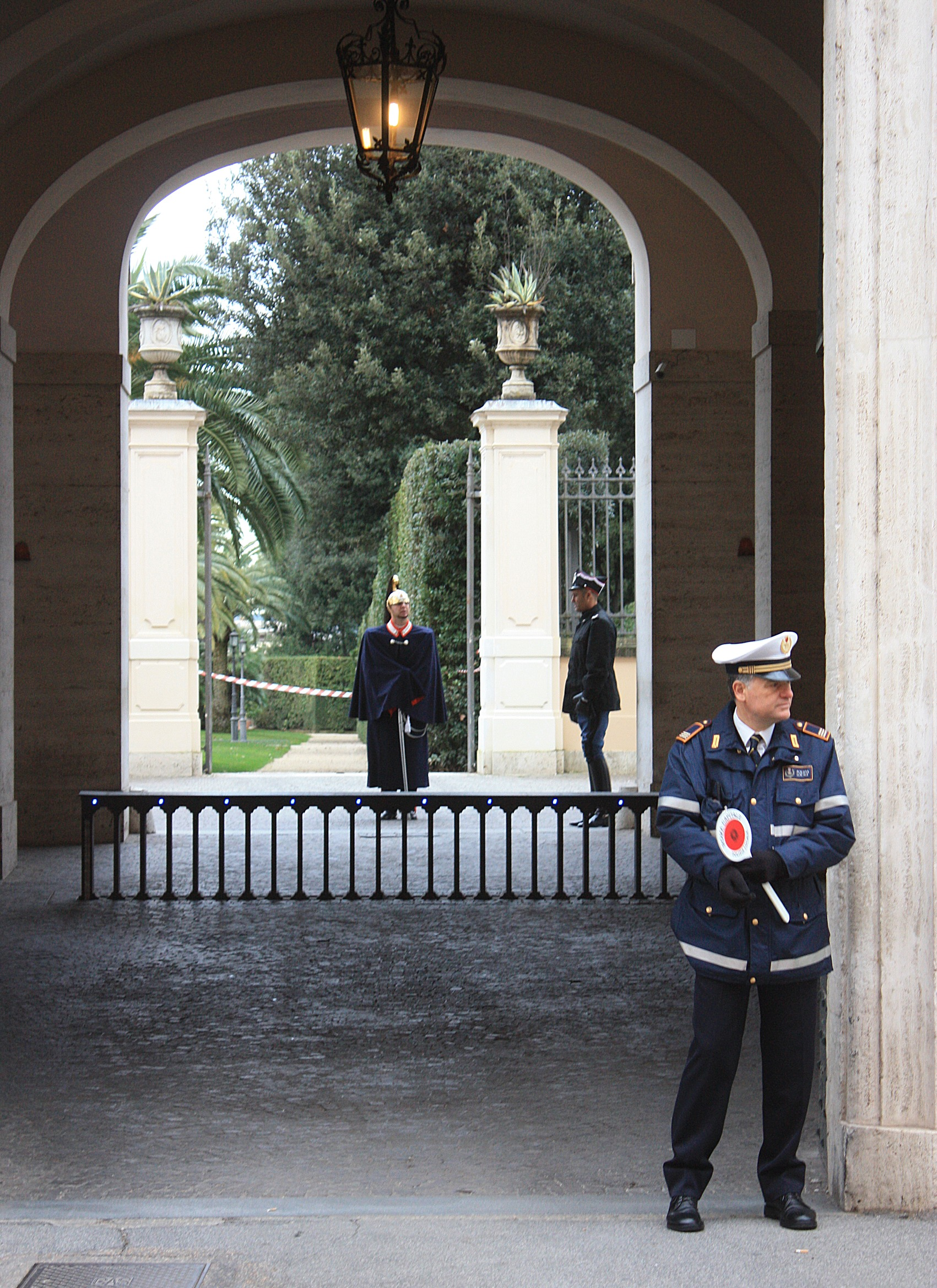
Agente della polizia locale di Roma ed un corazziere (in fondo) piantonano l'entrata del Quirinale

## Descrizione
Il servizio di piantonamento può essere utile per luoghi ove esista un pericolo continuo a carico di persone o cose, oppure ad esempio quando ci sia bisogno della sorveglianza di entrate o uscite di locali soggetti a rapine, è tipicamente indicato per la vigilanza di locali anche in orari di apertura al pubblico. 
- piantonamento fisso diurno;
- piantonamento fisso notturno;
- piantonamento temporaneo.